# 京丹後大宮站
京丹後大宮站（日语：／ Kyōtango-ōmiya eki */?）是位於京都府京丹後市大宮町，屬於WILLER TRAINS（京都丹後鐵道）的宮豐線（愛稱為宮津線）車站。車站編號為T18。本站在2014年經過京丹後市的「站之愛稱選定委員會」公開招募後，決定把愛稱定為「小町之里站」。

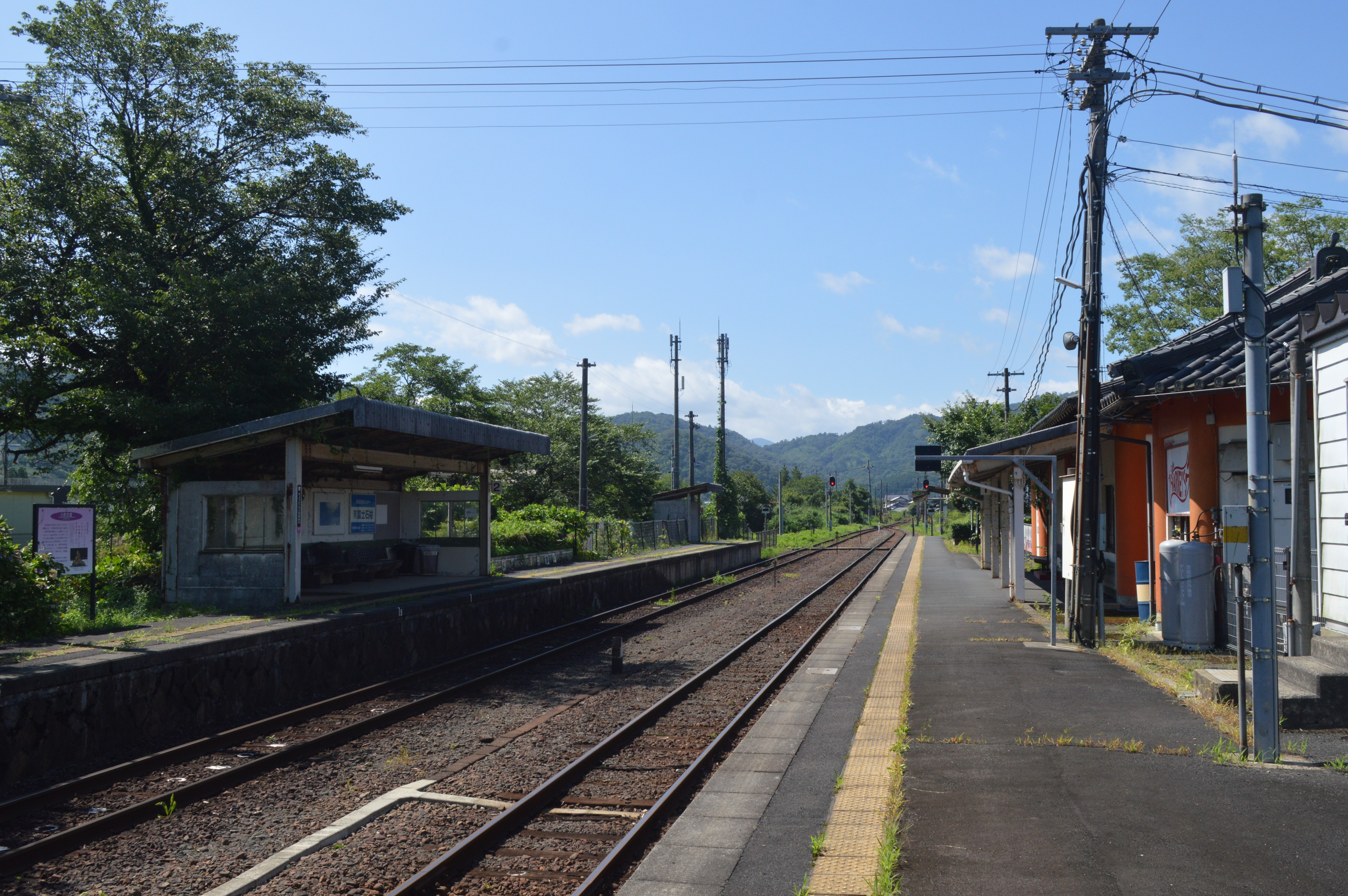
月台(2023年7月)

## 歷史
- 1925年（大正14年）11月3日 - 鐵道省（後來為國鐵）丹後山田站（現時：與謝野站）至峰山站之間開通，此站啟用。當時車站名為口大野站（日语：／）[1]。
- 1963年（昭和38年）5月25日 - 車站名稱改為丹後大宮站（日语：／）。
- 1987年（昭和62年）4月1日 - 伴隨國鐵分割民營化，車站由西日本旅客鐵道（JR西日本）營運[1]。
- 1990年（平成2年）4月1日 - 宮津線由北近畿丹後鐵道接管，成為北近畿丹後鐵道車站[1]。
- 2015年（平成27年）4月1日 - 由WILLER TRAINS接管車站，成為京都丹後鐵道宮豐線車站。同時車站名稱改為京丹後大宮站。

## 車站構造
本站是地面車站，設有2面2線相對式月台，可進行列車交會。此站的站房是模仿平安朝風的建築物而建成。此站曾在一段時間内把交會設備停用，成為只有1面1線的月台，在京都丹後鐵道接管後交會設備復活（由Y字形的分支變為一線通過。）。站房位於上行月台側，兩月台之間靠近宮津一方設有站內平交道連接。此站是簡易委託車站，除了早上和晚上外均在營業。

### 月台
| 月台 | 路線    | 上下行 | 方向                                   |
| ---- | ------- | ------ | -------------------------------------- |
| 1    | ■宮豐線 | 下行   | 網野、夕日浦木津溫泉、久美濱、豐岡方向 |
| 2    | ■宮豐線 | 上行   | 天橋立、宮津、西舞鶴方向               |

- 在上述的路線名稱中，採用了乘客資訊上稱呼的（愛稱）名字。
- 曾經車站大樓側的月台（上行月台）是1號月台。在WILLER TRAINS接管後，車站大樓對面的月台是1號月台。

## 使用狀況
以下為近年1日平均乘車人次列表：
| 乘車人次變化 | 乘車人次變化    |
| 年度         | 1日平均乘車人次 |
| ------------ | --------------- |
| 1999         | 129             |
| 2000         | 126             |
| 2001         | 140             |
| 2002         | 162             |
| 2003         | 153             |
| 2004         | 132             |
| 2005         | 129             |
| 2006         | 115             |
| 2007         | 151             |
| 2008         | 131             |
| 2009         | 146             |
| 2010         | 149             |
| 2011         | 128             |
| 2012         | 152             |
| 2013         | 142             |
| 2014         | 123             |
| 2015         | 145             |
| 2016         | 142             |
| 2017         | 145             |
| 2018         | 140             |

## 車站周邊
- 京丹後市大宮廳舍
- JA京都（日语：JA京都）大宮分店
- 大野城蹟
- 丹海巴士（日语：丹海バス）「京丹後大宮駅」巴士站（峰山（日语：峰山町）、與謝野方向）

## 相鄰車站
WILLER TRAINS（京都丹後鐵道）
宮豐線（宮津線）
- 特急「橋立」、「丹後接力號」停車站

快速「丹後路」（只有下行方向）、普通
與謝野（T17）－京丹後大宮（T18）－峰山（T19）

## 注腳
1. 1 2 3 4  曾根悟（監修）. 朝日新聞出版分冊百科編集部（編集） , 编. . 週刊朝日百科. 14号 神戸電鉄・能勢電鉄・北条鉄道・北近畿タンゴ鉄道. 朝日新聞出版. 2011-06-19: 27–28頁 （日语）.
2. ↑  . 京丹後市. 2014-06-20  [2015-11-30]. （原始内容存档于2015-12-08） （日语）.
3. ↑  京都府統計書（2005年前）
4. ↑  京丹後市統計書（2006年後）

## 外部連結
- 京丹後大宮站 （页面存档备份，存于）（日語） - 京都丹後鐵道